# Складні системи і процеси
«Складні системи і процеси» — Всеукраїнський науковий журнал. Видається  Класичним приватним університетом  з 2002 року. 
Журнал виходить двічі на рік. Мова видання українська, російська та англійська. 
Свідоцтво про державну реєстрацію КВ № 14641-3612ПР видане 17 жовтня 2008 року. ISSN 1813-9795.

## Основна тематика
- Математичне моделювання та моделювання систем
- Системний аналіз
- Теорія систем
- Інформаційні системи і технології
- Прогнозування
- Методи аналізу даних
- Технічні системи
- Економічні системи

## Редакція
- О.М. Горбань (головний редактор),
- В.Є. Бахрушин (заступник головного редактора),
- М.М. Іванов (заступник головного редактора),
- Члени редколегії: С.І. Гоменюк; В.М. Даніч; Г.В. Корніч; Д.І. Левінзон; Р.М. Лепа; Ю.Г. Лисенко; Л.М. Любчик; О.І. Михальов; А.П. Оксанич; Д.М. Піза; О.В. Покатаєва; В.М. Порохня; С.Я. Салига; Г.А. Семенов; Л.Н. Сергеєва; В.В. Слесарєв; О.В. Стронський; І.Є. Таланін; А.А. Ткач; В.О. Толок; Ю.В. Трубіцин; Р.Б. Тян.

Адреса редакції: Класичний приватний університет, вул. Жуковського, 70-Б, Запоріжжя, 69002, Україна.

## Вебресурси
- Сайт журналу "Складні системи і процеси"